# Cantonul Castelsarrasin-1
Cantonul Castelsarrasin-1 este un canton din arondismentul Castelsarrasin, departamentul Tarn-et-Garonne, regiunea Midi-Pyrénées, Franța.

## Comune
- Castelsarrasin (parțial)